# Struktura tal
Struktura tal je določena s tem kako so spojeni ali združeni primarni delci prsti v skupke oziroma skupine, ki so od sosednjih ločene z rahlo površino. Zgradba prsti je razvrščena na osnovi velikosti, oblike in ločenosti v razrede, oblike in stopnje.
Struktura tal vpliva na kroženje vode, zraka in organizmov v prsti in s tem na njeno rodovitnost.
Je način razporeditve peščenih, meljnatih in glinenih delcev prsti, zlepljenih v strukturne skupke, različne po velikosti, obstojnosti in velikosti.